# Comté de Westonia
Le Comté de Westonia est une zone d'administration locale au sud-est de l'Australie-Occidentale en Australie. Le comté est situé à 310 kilomètres à l'est de Perth, la capitale de l'État. 
Le centre administratif du comté est la ville de Westonia.
Le comté est divisé en un certain nombre de localités:
- Westonia
- Boodarockin
- Carrabin
- Walgoolan
- Warralakin

Le comté a 9 conseillers locaux et est divisé en 4 circonscriptions
- Town Ward (2 conseillers)
- North Ward (2 conseillers)
- Central Ward (3 conseillers)
- South Ward (2 conseillers).

Il est à la limite est des terres cultivables pour les céréales. C'était autrefois un secteur de mines.